# Erik Dahlgreen
Erik Dahlgreen, född 1661, död 1745, var en svensk borgmästare.

## Biografi
Erik Dahlgreen föddes 1661. Han var blev senast 1700 borgmästare i Piteå stad och var riksdagsman vid riksdagen 1720. Dahlgreen avled 1745.